# Hundeleine

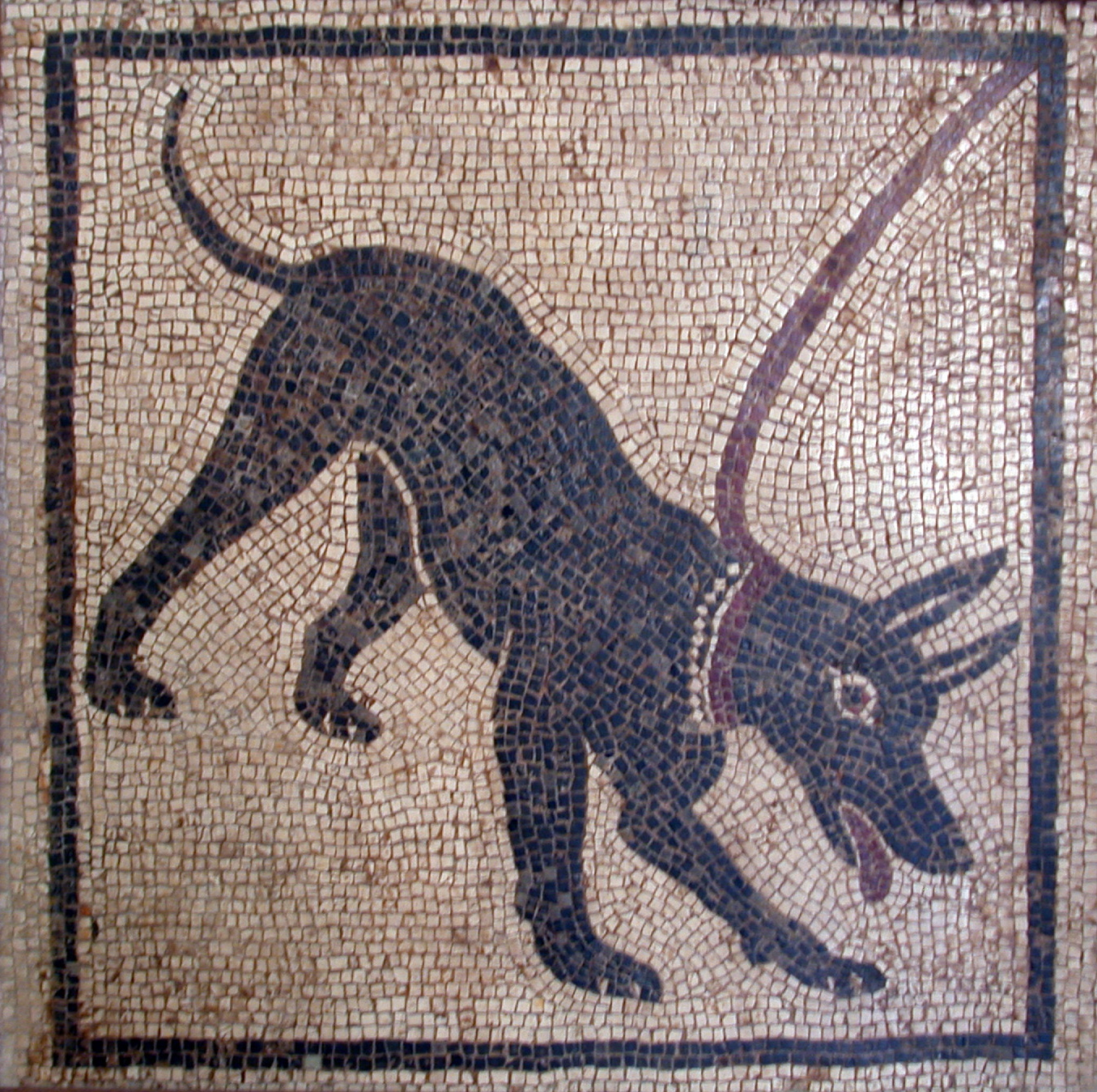
Hund an einer Leine (pompejianisches Mosaik)

Eine Hundeleine oder Führleine ist eine Leine, die zum Führen von Hunden, seltener auch anderen Haustieren, verwendet wird. Eine Hundeleine dient der Führung des Hundes durch den Hundeführer, daneben auch dem Schutz von Passanten und anderen Tieren sowie auch des Hundes selbst (etwa im Straßenverkehr) beim täglichen Auslauf. An manchen Örtlichkeiten oder zu manchen Zeiten kann es eine Anleinpflicht für Hunde geben. 
Die ältesten Nachweise für den Gebrauch von Hundeleinen wurden an den Fundstätten Shuwaymis und Jubbah im Nordwesten Saudi-Arabiens erbracht. Dort fanden sich Darstellungen von Jagdszenen des 7., vielleicht sogar 8. Jahrtausends v. Chr., mit Hunden, die an Leinen laufen.

## Aufbau und Material
Eine Hundeleine kann aus Kunststoffen (Nylon, Polypropylen), Naturfasern (Baumwolle, Hanf), Kunstleder, Leder (Rindsleder), Metall oder anderen Materialien bestehen.
Eine Leine hat an einem Ende meist eine Halteschlaufe oder einen Haltegriff und am anderen Ende einen Bolzenkarabinerhaken mit Drehgelenk. Das Drehgelenk verhindert das unerwünschte Verdrehen und Verknoten der Leine (Krangeln). Der Karabiner wird an dem Ring (häufig ein D-Ring) oder an der Schlaufe von einem Geschirr oder einem Halsband befestigt.
Manche Hundeleinen, die sogenannten Roll- oder Automatikleinen, verfügen über eine Aufrollmechanik, mit deren Hilfe bei Bedarf dem Hund mehr Lauffreiheit gegeben werden kann. 

## Arten von Hundeleinen
- Eine einfache Leine besteht aus einem Seil oder Gurt mit meist fester Handschlaufe und einem Karabiner.
- Eine verstellbare Leine hat mehrere Zwischenringe und je einen Karabiner am Ende. Durch die Verwendung der Zwischenringe kann entweder eine kleine Handschlaufe gebildet werden oder die Leinelänge kann verkürzt oder halbiert werden.
- Eine Moxonleine (auch Retrieverleine) ist eine Kombination aus Führleine und Halsband mit Handschlaufe, Führleine, Halsung mit Gleitring und Stopper.
- Eine Schleppleine ist eine sehr lange, meist dünne, Leine. Der Hund schleppt sie schleifend hinter sich her. Sie dient dazu, notfalls den Hund über die Leine kontrollieren zu können oder Signale an den Hund zu geben.
- Eine Roll-Hundeleine (umgangssprachlich oft „Flexi-Leine“, Markenname des Erfinders) ist eine sehr lange Leine, die in einem in der Hand gehaltenen Gehäuse mittels Feder aufgewickelt wird.
- Spezielle Joggingleinen haben häufig einen Ruckdämpfer eingebaut. Eine Joggingleine wird häufig an einem Bauchgurt befestigt, um die Hände frei zu haben.[3]
- Eine Longierleine ist eine sehr lange Leine, die unter anderem beim Longieren mit Hund verwendet wird.
- Die Befreiungsleine ist Leine und Halsband in einem und wird vor allem jagdlich genutzt.
- Eine Koppelleine bzw. Y-Leine ist eine Leinenerweiterung und  ermöglicht das gleichzeitige Führen zweier Hunde an einer Leine. Sie kann auch verwendet werden um einen Hund an Halsband und Brustgeschirr gleichzeitig zu sichern.
- Eine Kurzleine ist meist kürzer als 1 Meter und wird verwendet, um große Hunde nahe am Körper zu führen.
- Blindenführhunde benötigen eine spezielle Konstruktion mit starrem Führbügel, welche jede Bewegung des Hundes an die Hand des Halters weiterleitet.
- Spezielle Fahrradleinen haben meist ein elastisches Teilstück oder Federn eingearbeitet, um ruckartige Bewegungen abzumildern. Zusätzlich können diese mit einem Schnellentriegler (Panikhaken) versehen sein.[4]
- Die Showleine ist eine sehr dünne, manchmal verzierte, Hundeleine, die vorwiegend für die Präsentation von Hunden verwendet wird.

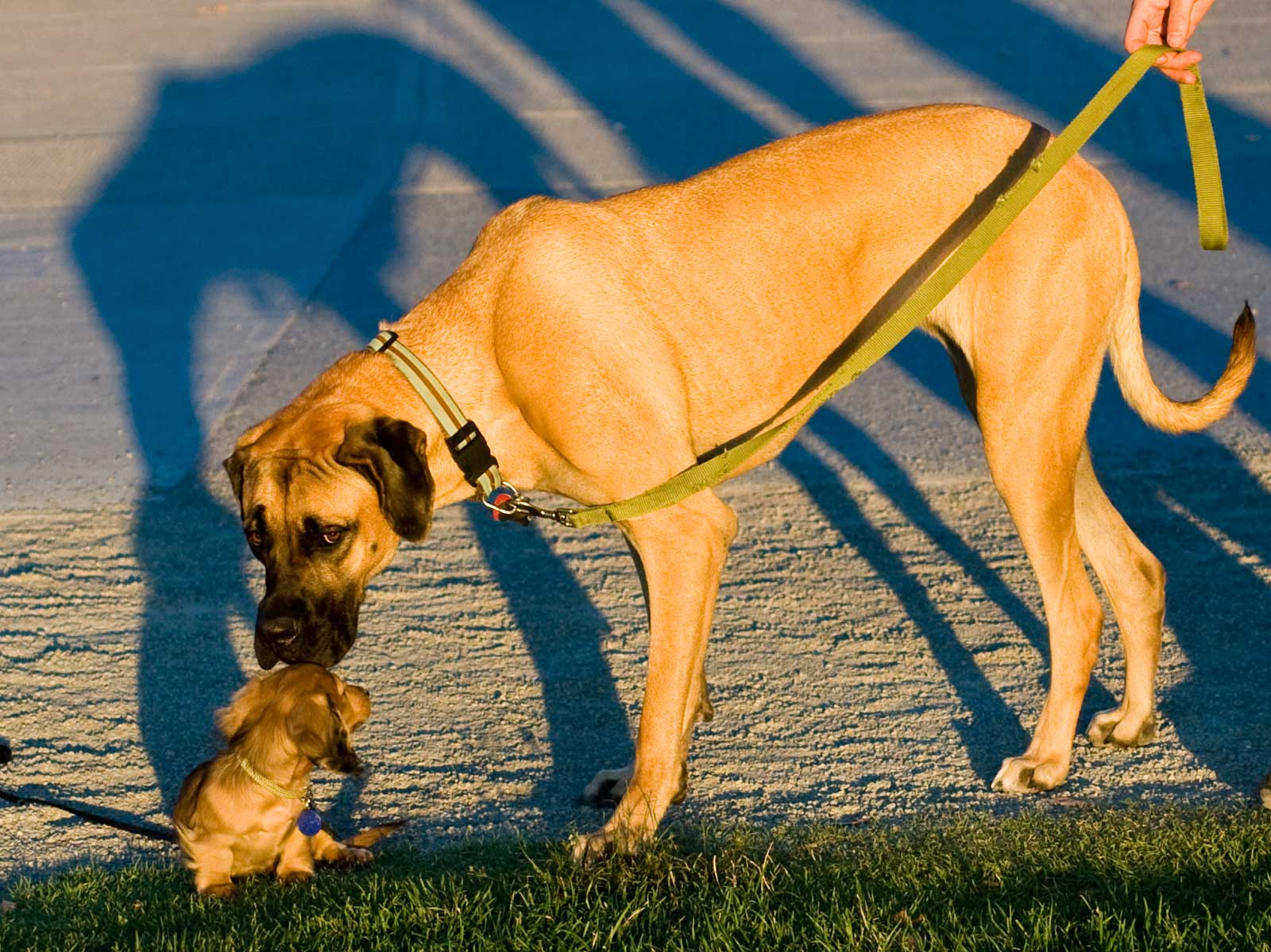
Einfache Gurtbandeine
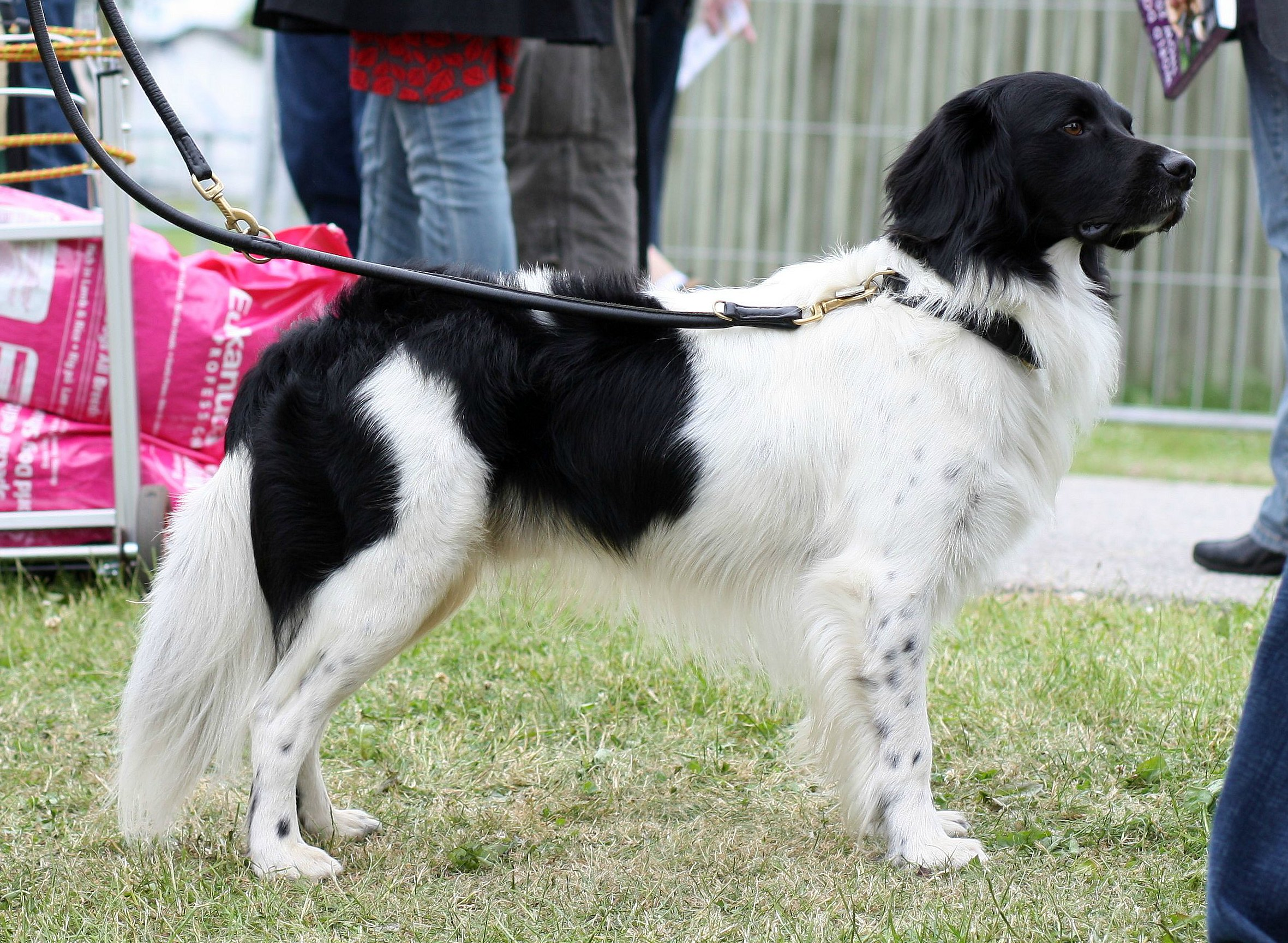
Verstellbare Lederleine
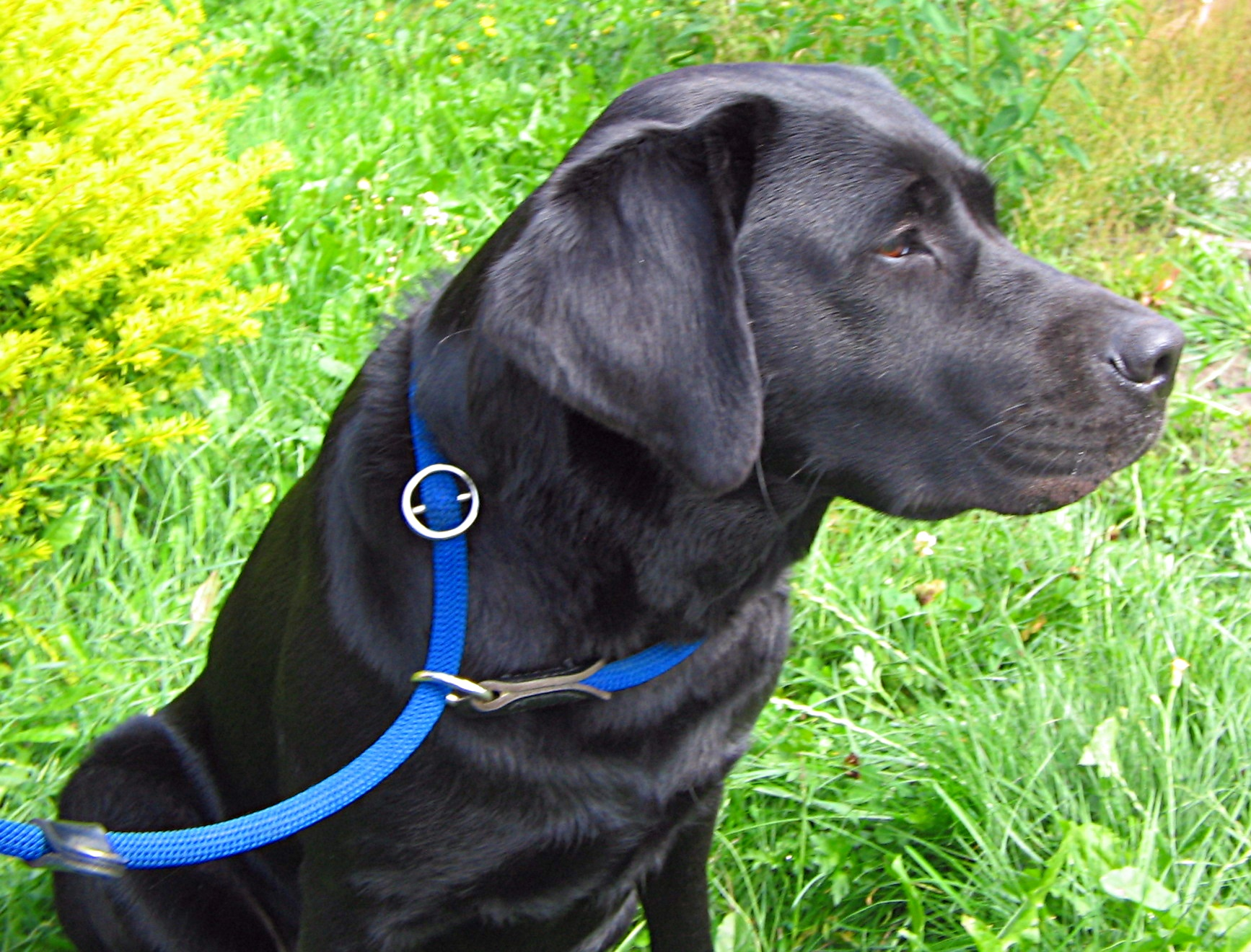
Moxonleine mit Zugstopp
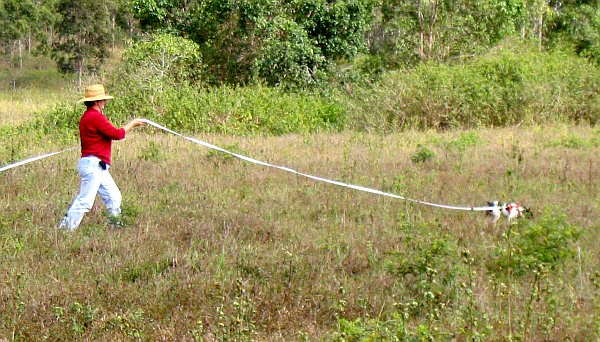
Schleppleine
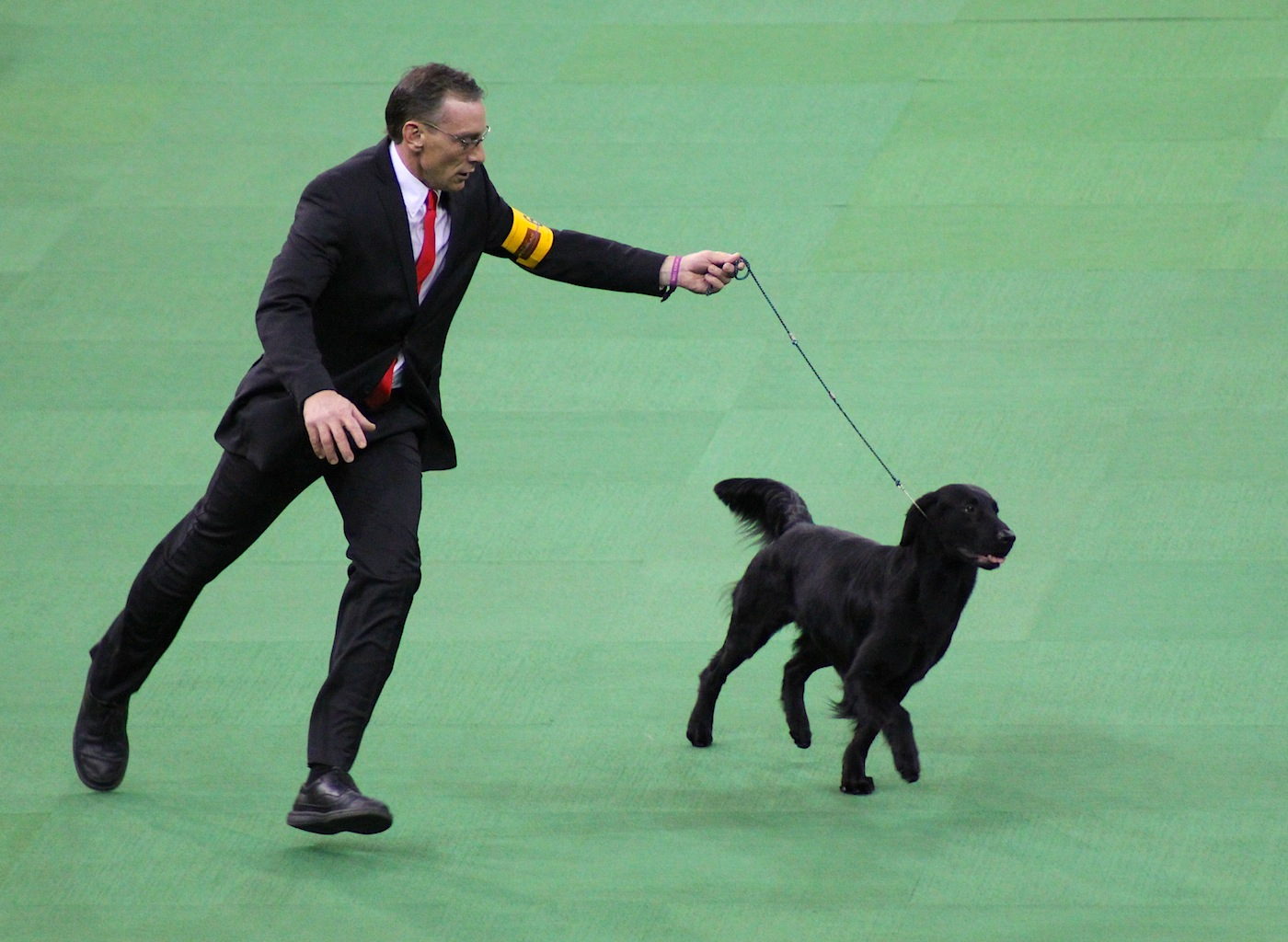
Showleine
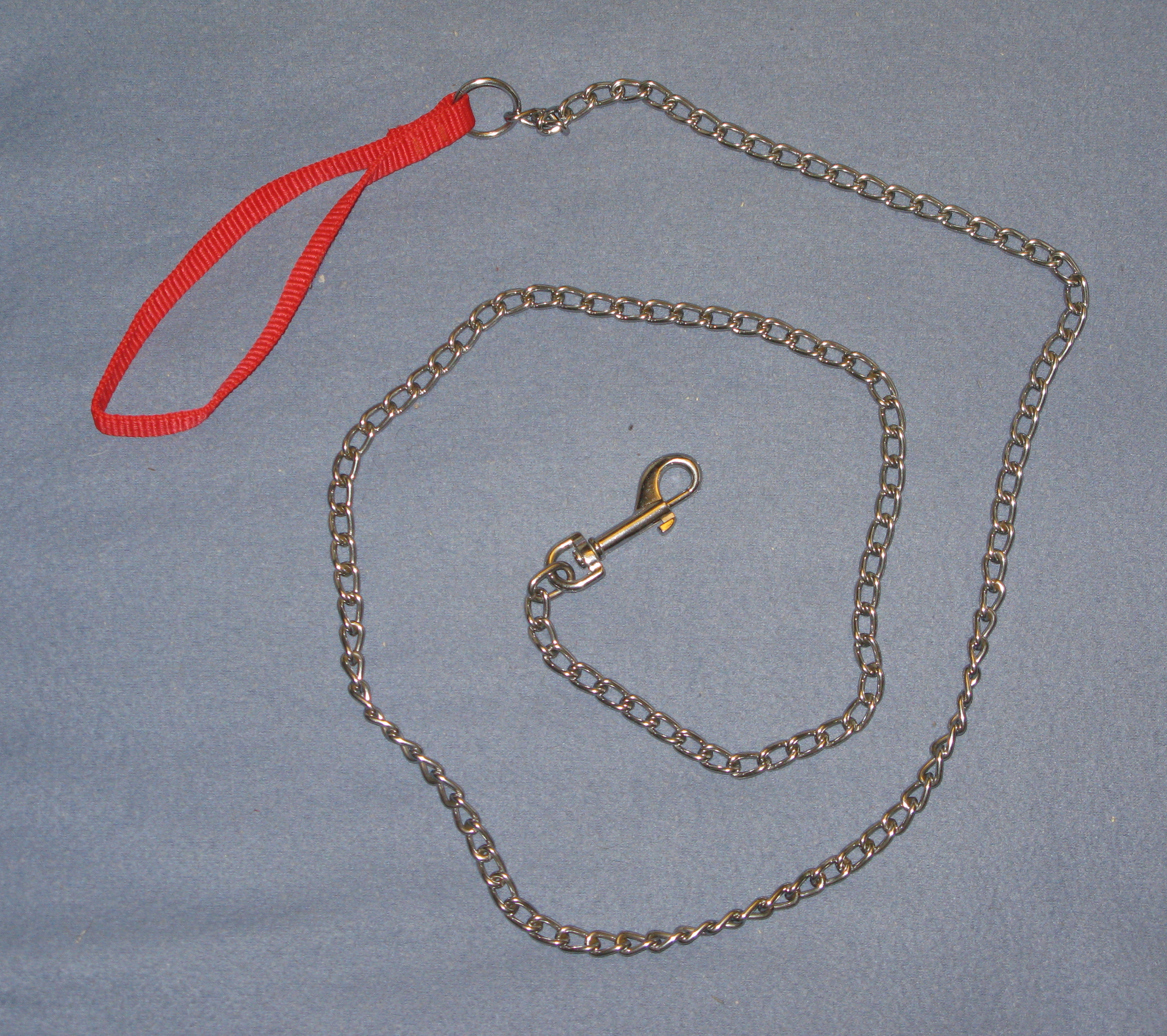
Kettenleine mit Handschlaufe

## Leinenpflicht
Auf öffentlichen Wegen innerhalb geschlossener Ortschaften (inklusive Parkanlagen) besteht häufig durch Hundeverordnungen Leinenpflicht. In öffentlichen Naherholungsgebieten wird darauf häufig auch durch entsprechende Schilder hingewiesen. Oft steht auf solchen Schildern: „Hunde bitte an die kurze Leine nehmen!“. Dabei ist zu beachten, dass die Hundeleine bei einrollbaren Leinen so kurz wie möglich zu führen ist. In vielen Städten gibt es zum freien Auslauf der Hunde extra freigegebene Flächen, meist abgelegene Wiesen außerhalb bewohnter Gebiete.

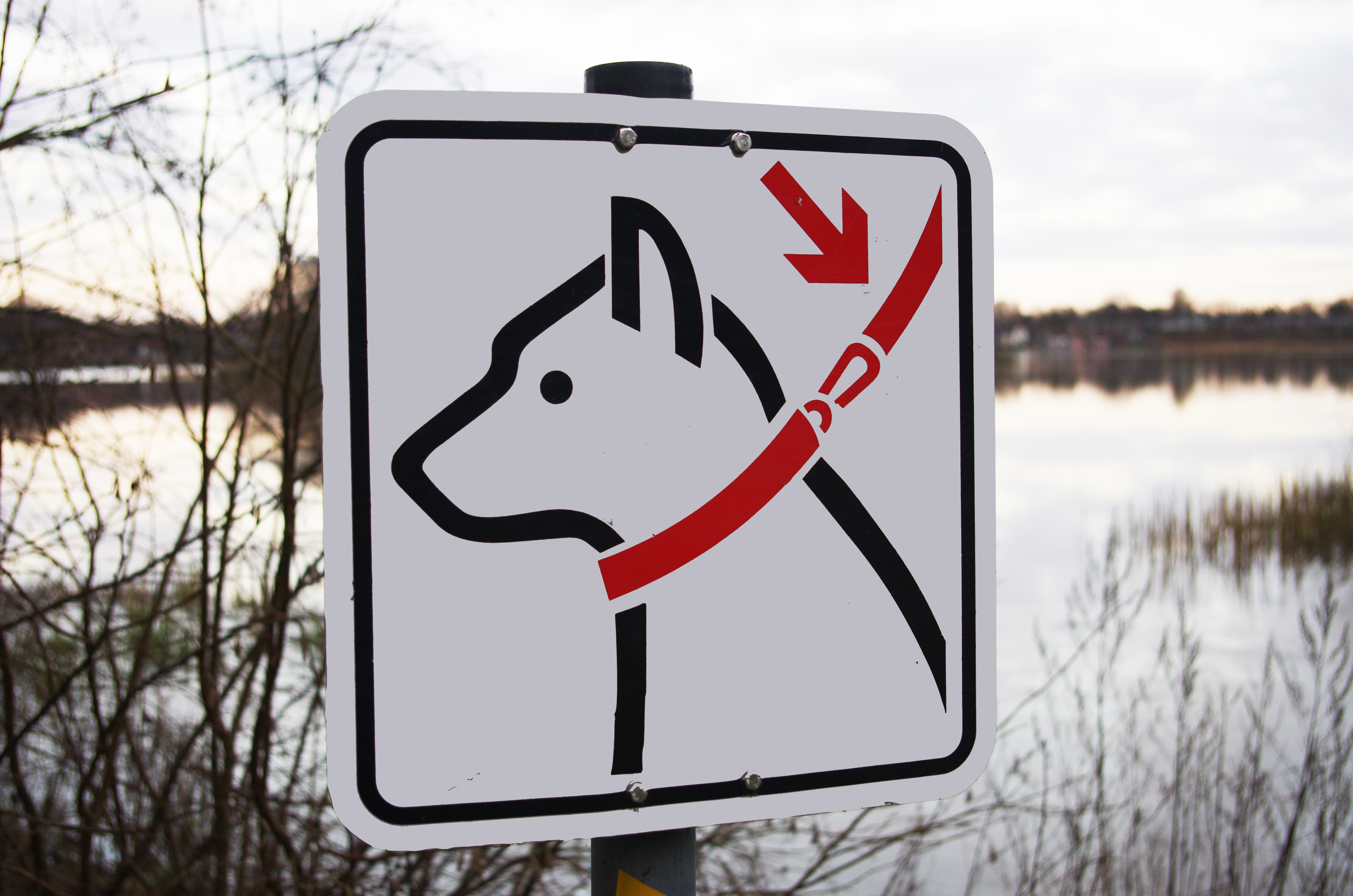
Piktogramm: Leinenpflicht
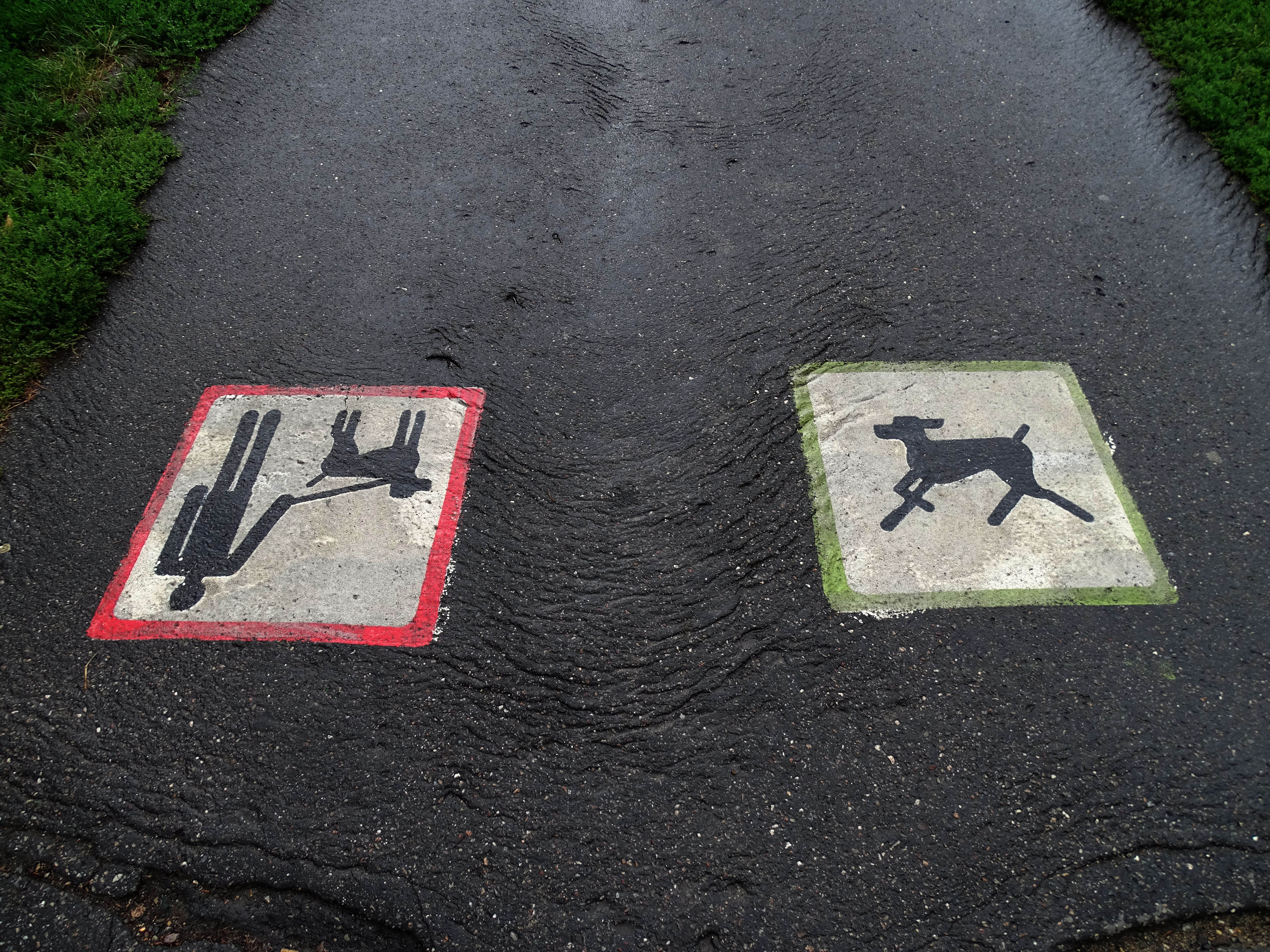
Piktogramm: Ab hier Freilauf